# António Campos
António Pereira Campos (Leiria, 29 de Maio de 1922 — Figueira da Foz, 8 de Março de 1999) é um dos primeiros cineastas em Portugal a  dedicar-se à prática do filme documentário na perspectiva da antropologia visual. Praticando mais o documentário puro, ensaia a docuficção. Na ficção, explora o filme etnográfico recorrendo às técnicas do cinema directo. No documentário, é um dos elementos fundadores do movimento do Novo Cinema em Portugal.
Inicia-se na prática do filme etnográfico no início dos anos sessenta, ao  mesmo tempo que o cineasta norte-americano John Marshall (ver em inglês), que filma os bochimanes da Namíbia em 1957 : The Hunters, o seu primeiro filme. Ao mesmo tempo, revela-se o canadiano Michel Brault (ver em inglês), uns dos pioneiros do cinema directo. António Campos segue, pouco sabendo dele, os passos de Jean Rouch, em particular no que hoje se chama etnografia de salvaguarda.

## Biografia
Integrou como amador o Grupo Dramático Miguel Leitão, em Leiria, sendo, ao mesmo tempo, funcionário administrativo da Escola Industrial e Comercial da mesma cidade. Em 1961 partiu para Londres com uma bolsa da Fundação Calouste Gulbenkian, instituição com que viria a colaborar, entre 1970 e 1977. Mais tarde seria também correspondente em Portugal da Federação Internacional dos Filmes Sobre Arte e membro da União Internacional dos Cineastas Independentes (UNICI).
Cineasta independente, começou como amador na exploração do filme etnográfico (ver etnografia), sem objectivos científicos mas com interesse antropológico (ver antropologia), em película de 16 mm, usando as técnicas do cinema directo. Foi assistente de Paulo Rocha na realização de Mudar de Vida (1966).
Cultivou o conceito da antropologia visual, aplicado ao cinema, conceito esse também explorado na ficção por cineastas como João César Monteiro e António Reis e, no documentário, por Ricardo Costa e Pedro Costa. A partir da Revolução dos Cravos, realizou alguns filmes de ficção com importante conteúdo etnográfico, em película de 35 mm, com estreia no circuito comercial. (Ver: Novo Cinema).
Gente da Praia da Vieira (1976) é, com Trás-os-Montes (filme), de António Reis e de Margarida Cordeiro, e com Mau Tempo, Marés e Mudança, de Ricardo Costa, uma das primeiras docuficções do cinema português. Obras do mesmo ano, têm como precursoras o O Acto da Primavera (1962), de Manoel de Oliveira, e Ala-Arriba! (filme) (1948), de Leitão de Barros. Caracterizam-se ainda estas obras como sendo etnoficções.
Participou no Festival de Cinema do Século XX em Cracóvia, na Polónia.
Em 2013, é homenageado pela organização do I Festival Internacional de Cinema Etnográfico, CinANTROP, a ter lugar em Leiria e Lisboa. Para além de várias exposições com todo o material utilizado por António Campos dispensado pela Cinemateca, terá um prémio com o seu nome.

### Influências
No modo de filmar de António Campos, tal como no dos seus contemporâneos portugueses do documentário, há um conjunção de elementos:
- Nos cineclubes dos finais da década de cinquenta, vêem os jovens cinéfilos que os frequentam alguns filmes de Jean Rouch, de Robert Flaherty e outros, filmes do neo-realismo italiano, alguns da vanguarda russa e do construtivismo russo, dos quais retiram importantes lições de história e de estética. A Nova Vaga está na moda.
- Numa época em que a antropologia se esclarece e entusiasma, sentem esses jovens o desejo de participar na prática da etnologia de salvaguarda usando uma máquina de filmar. Máquina essa que, no caso deles, será íntima, discreta, sentida. Filmam uma comunidade, um grupo social, sabendo que, no fundo, é o Homem que está em causa,
- As câmaras de 16 mm com som síncrono, leves e portáteis, invadem o mercado. São usadas na televisão  para dar a ver o dia a dia e seduzem tanto etnólogos, que as experimentam no terreno, como cineastas independentes, que as usam para mostrar a realidade com um rosto humano mais abrangente, mais profundamente sentido.

Como no caso de Campos, uma fina sensibilidade poética, uma humildade partilhada e algum despojamento são traços que identificam, a partir de então, uma vertente do cinema português.

## Filmografia

### Longas-metragens
- 1971 - Vilarinho das Furnas (filme)
- 1974 - Falamos de Rio de Onor
- 1975 - Gente da Praia da Vieira
- 1978 - Histórias Selvagens
- 1992 - Terra Fria (1991)

### Curtas e médias-metragens
- 1957 - O rio Liz
- 1958 - Um tesouro
- 1959 - O Senhor
- 1961 - A Almadraba Atuneira
- 1961 - Leiria 61
- 1962 - Debussy
- 1962 - Instrumentos musicais populares
- 1962 - Colóquio do Comité  Internacional dos Museus de Instrumentos Musicais
- 1963 - Arte portuguesa contemporânea em Leiria
- 1964 - Arte portuguesa contemporânea em Évora
- 1964 - La fille mal gardée
- 1964 - Incêndio no auditório antigo da Fundação Caloute Gulbenkian
- 1964 - Instrumentos musicais portugueses II
- 1965 - 100 anos de pintura francesa
- 1965 - A invenção do amor
- 1965 - Ouros do Peru
- 1965 - Retratos das margens do rio Liz
- 1966 - Arte do índio brasileiro
- 1966 - Chagall - Breve a lua, lua cheia virá aparecer
- 1966 - Inauguração do hospital S. João de Deus -  Montemor-o-Novo
- 1967 - Colagem
- 1967 - Construção do Centro de Biologia de Oeiras da Fundação Calouste Gulbenkian
- 1967 - Iniciação musical pelo método Orff
- 1968 - Art portugais à Paris
- 1968 - Arte portuguesa : do naturalismo aos nossos dias
- 1968 - Festa de Natal dos funcionários da Fundação Calouste Gulbenkian
- 1968 - O Principezinho
- 1962-1969 - Obras de construção da sede, do museu e do grande auditório da Fundação Calouste Gulbenkian
- 1970 - Raul Lino (inacabado)
- 1971 - Arte francesa depois de 1951
- 1972 - Portugal e a Pérsia
- 1973 - Rodin
- 1974 - Museu Calouste Gulbenkian em Lisboa
- 1975 - A Festa
- 1976 - Paredes pintadas da revolução portuguesa
- 1976 - Protecção arquitetónica sob a coordenação do Conselho da Europa (inacabado)
- 1976 - 20º aniversário da morte de Calouste Gulgenkian
- 1976 - Ex-votos portugueses
- 1979 - TI Miséria
- 1987 - À descoberta de Leiria
- 1993 - A Tremonha de Cristal